# Jurisdikcionalismus
Jurisdikcionalismus je způsob správy církve, v níž má značnou úlohu panovník. Sám rozhoduje o pravidlech, kterými se církev vůči státu řídí, a někdy se vměšuje i do záležitostí uvnitř církve. Rozvinul se v protestantských státech zejména v 17. a 18. století.

## Katolický jurisdikcionalismus
Uplatňoval se v Německu, ve Francii, ve Španělsku a rakouských oblastech. Velmi radikálně jej uplatňoval císař Josef II.

### Galikanismus
Tato podoba katolického jurisdikcionalismu se vyvinula ve Francii. Usilovala o úplnou nezávislost na papeži a podrobení se státu. Základy galikanismu pochází z roku 1438, kdy Karel VII. vydal svoji Pragmatickou sankci.